# Godfrey Kneller
Godfrey Kneller (hette ursprungligen Gottfried Kniller), född 8 augusti 1646 i Lübeck, död 19 oktober 1723 i London, var en tysk målare, verksam i England. 

## Biografi
Kneller var bror till organisten Andreas Kneller och målaren Johann Zacharias Kneller. Han utbildades i Nederländerna under ledning av Ferdinand Bol och under resor, bland annat i Italien. Från 1674 arbetade han som porträttmålare vid hovet i London. Härmed fortsatte han sin återstående livstid och kom att i bild bevara dragen av alla tidevarvets engelska stormän och förnämheter. Kneller upphöjdes 1692 till knight av Vilhelm III och 1715 till baronet av Georg I. Kneller är representerad vid bland annat Göteborgs konstmuseum.

## Galleri

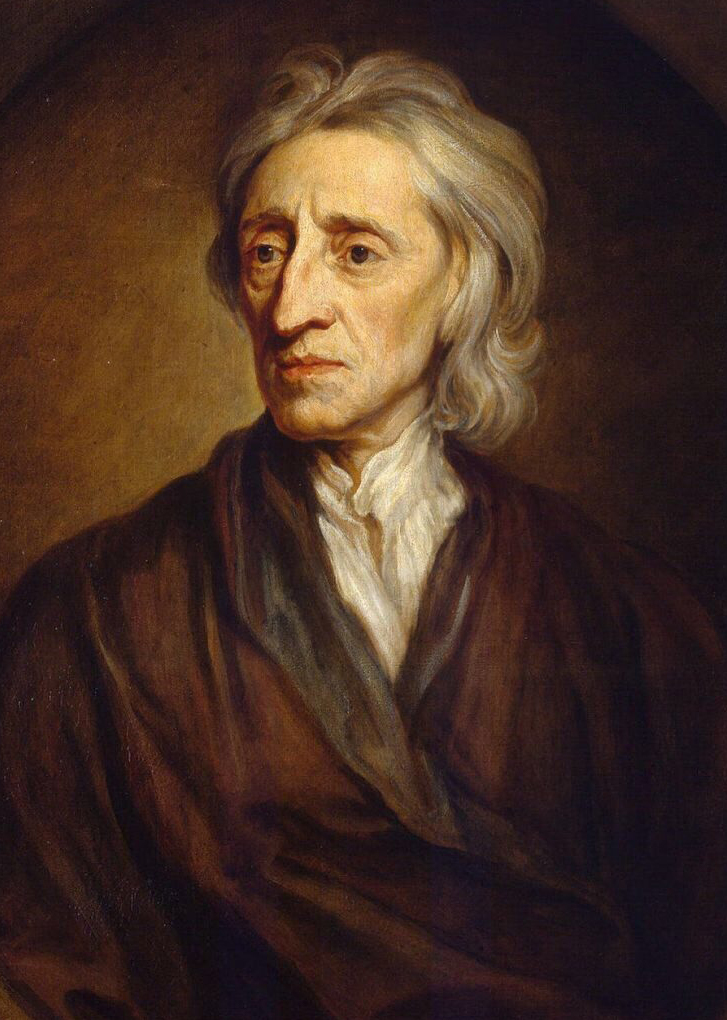
John Locke
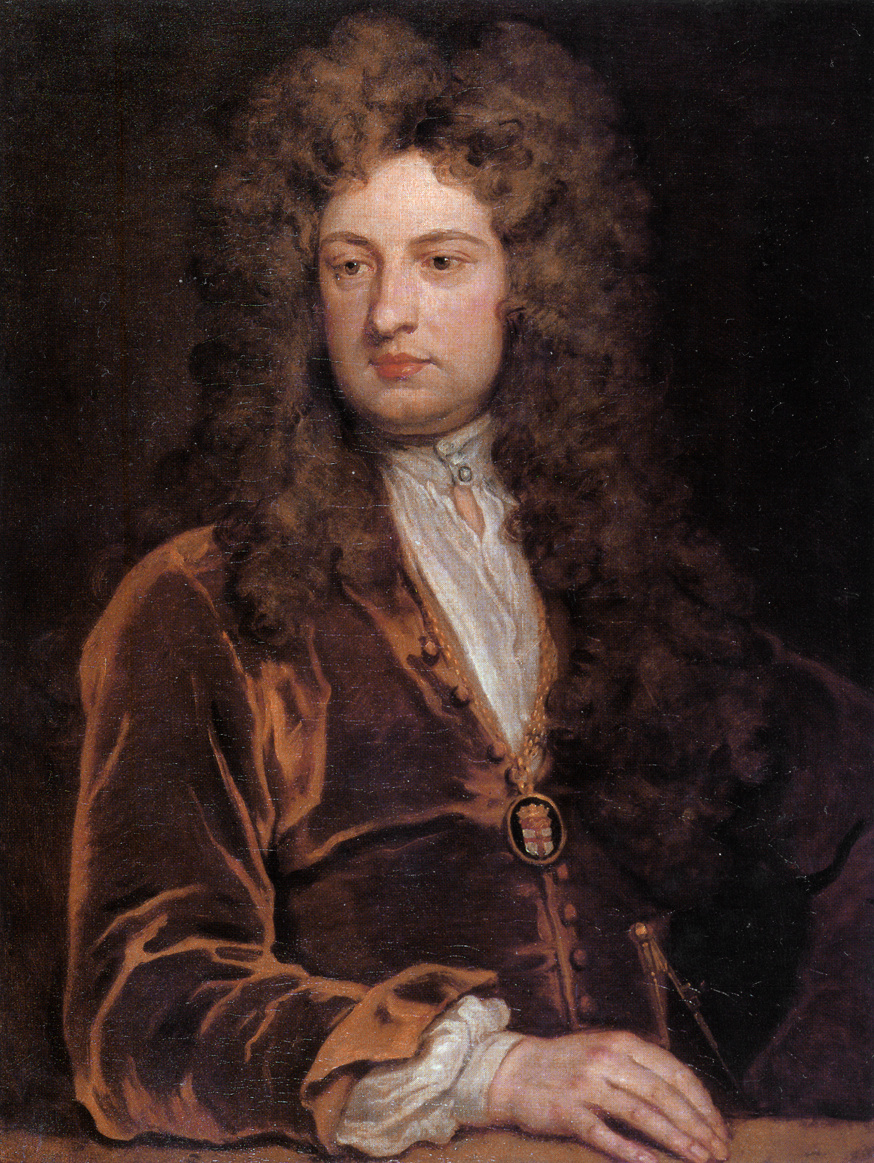
John Vanbrugh
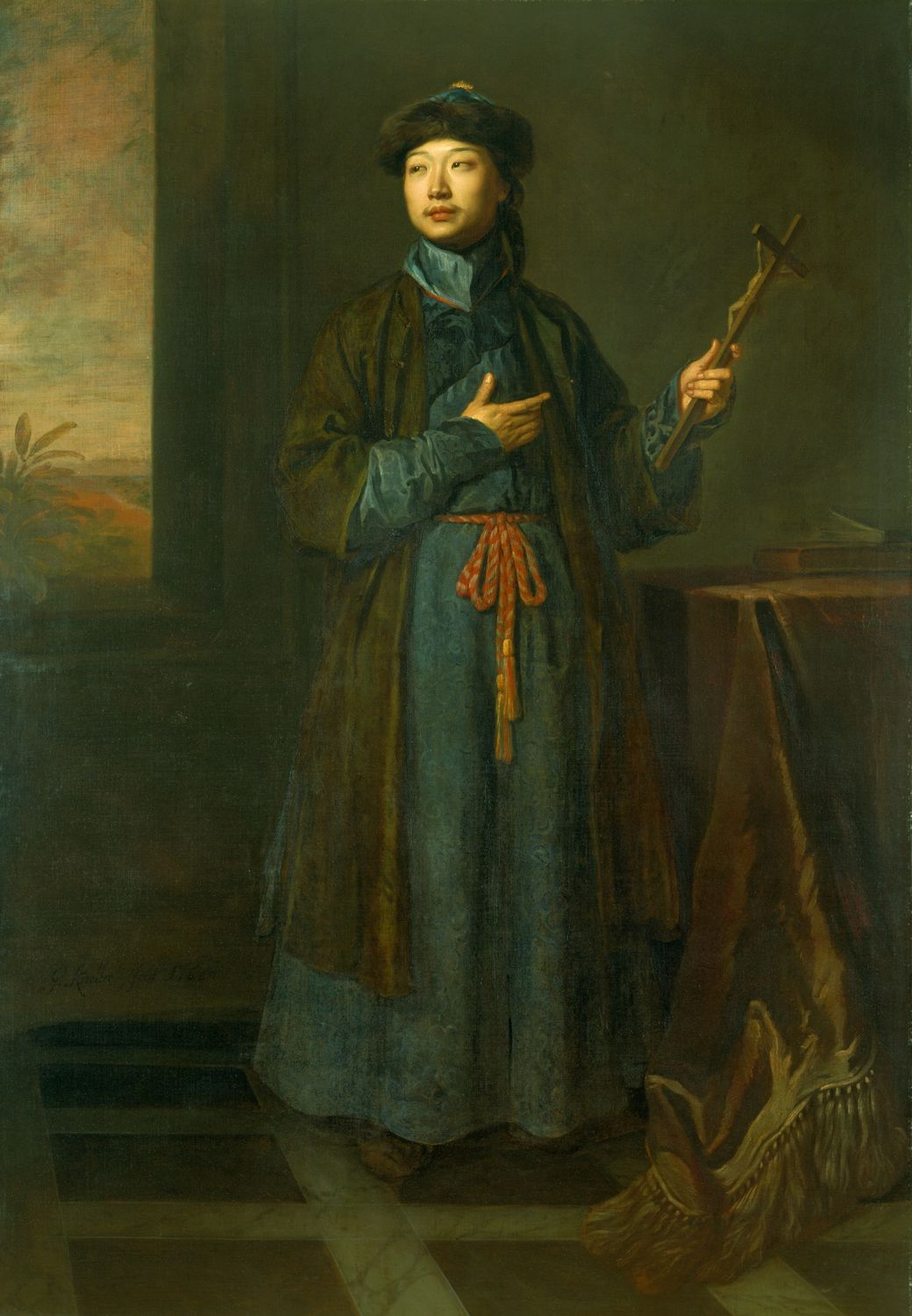
Michael Shen Fo-tsung
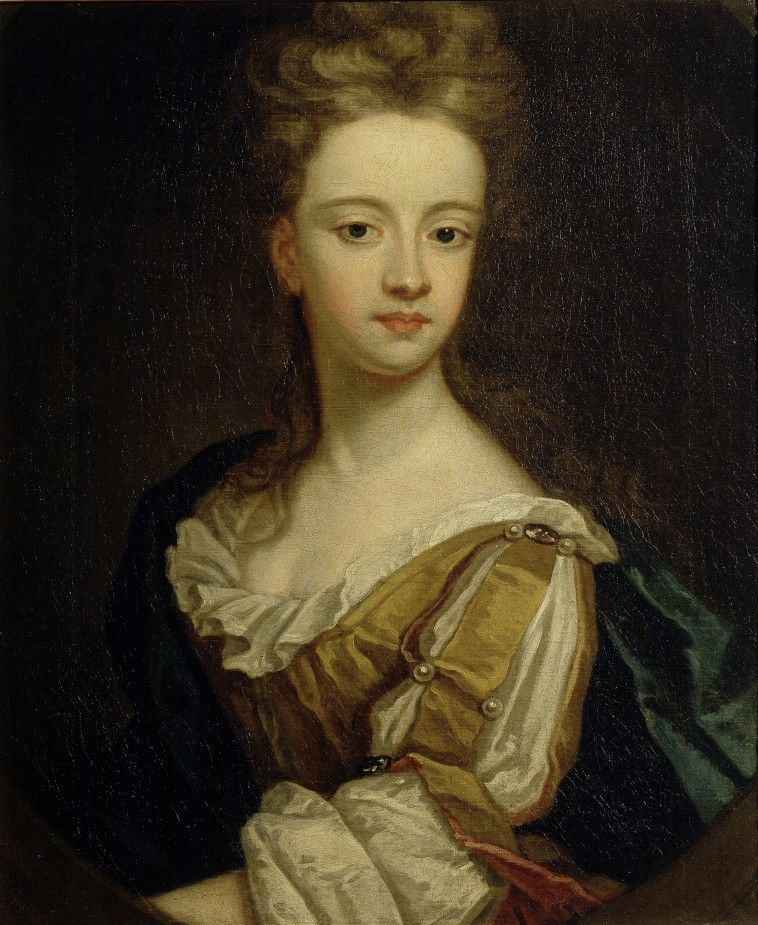
Lady Mary Bentinck
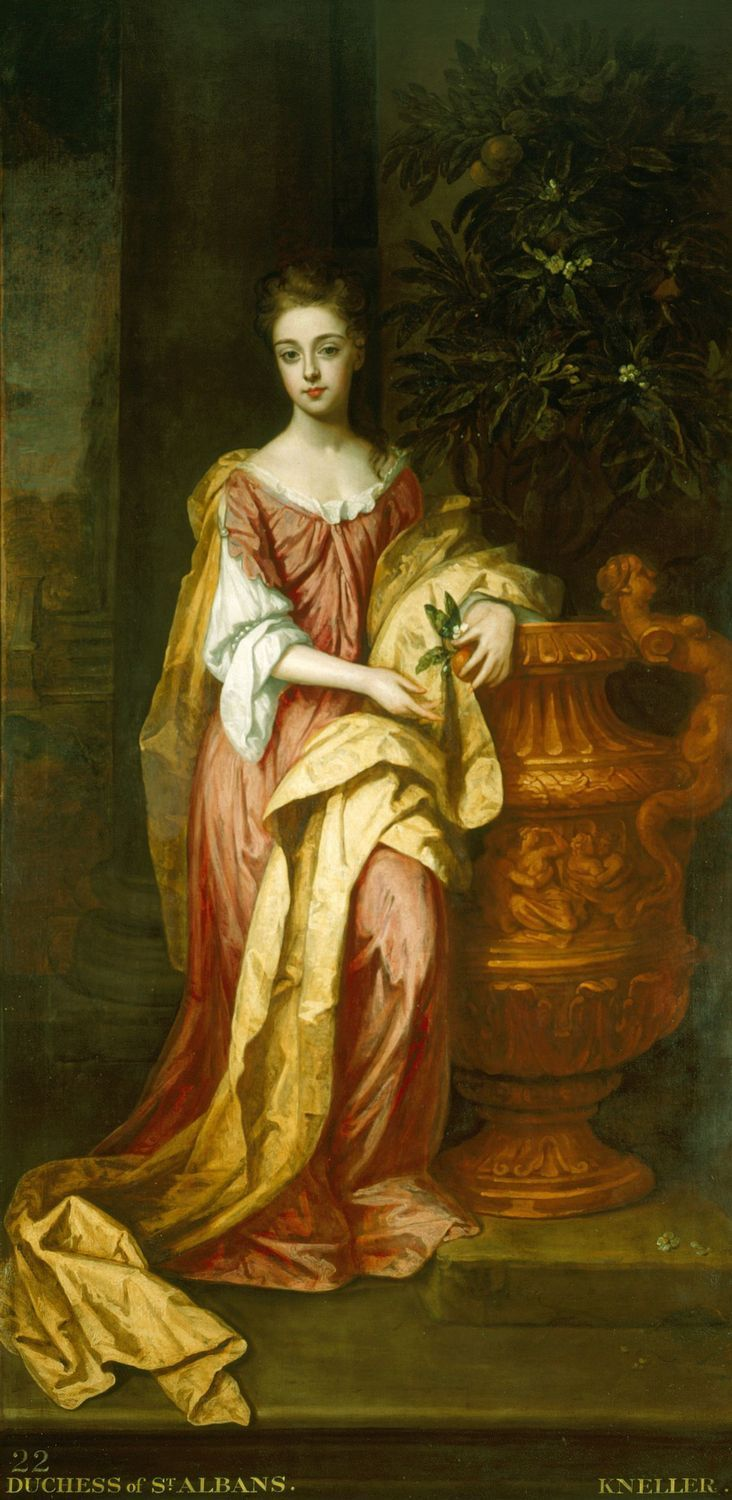
Diana De Vere